# Philippe Lentschener
Philippe Lentschener, né le 3 mars 1957 à Boulogne-Billancourt, est un homme d'affaires français, spécialiste du marketing et de la communication.

## Biographie
Philippe Lentschener est le fils des résistants Léon Lentschener (FFI ayant participé à libérer Limoges auprès du colonel Georges Guingouin ; Secrétaire Général du Bol d'Air des Gamins de Paris qui assura jouets et vacances aux enfants des victimes du nazisme  ) et Hélène Lentschener née Turner (FTP-MOI surnommée la Staffetta par Jules, pseudonyme du chef de réseau italien Ezio Zanelli). Il est le frère des médecins Claude Lentschener et Catherine Lentschener- Vitaly. Titulaire d'une maîtrise de gestion et d’économie appliquée à Paris-Dauphine, Philippe Lentschener a étudié en formation continue à l’Institut de l’École Normale Supérieure pendant 3 ans.

Féru de rugby, il a été vice-président de 1996 à 1998, puis président de 1998 à 2001 de la section rugby du Racing Club de France il est aujourd'hui membre du Conseil de Surveillance du Racing 92 dont il ne rate jamais un match. En 2004, Lentschener participe à la création du Journal Du Golf racheté 2 ans plus tard par le groupe Amaury. 
Il devient actionnaire d’un label de rock indépendant Recall Group dirigé par son ami Alexandre Sap. En Juin 2012 il fonde avec Olivier Breton, Thierry Wellhoff, Sebastien Danet et Bruno Fuchs la Revue Tank. La revue est cédée au Groupe Publicis fin 2015. Philippe Lentschener est marié et a 3 enfants. Il est fait chevalier dans l'ordre de la legion d'honneur le 14 juillet 2015.

## Carrière
Nommé pour la seconde année consécutive Best Digital Branding Chairman pour l'année 2023 après l'avoir été en 2022 par le magazine britannique CEO Monthly , et nommé parmi les 30 Best Leaders to Watch  2023 par The Silicon Review, la revue de référence de la communauté du Business et de la technologie , Philippe Lentschener commence sa carrière en 1980 en tant que chef de publicité chez Ecom/ Univas, agence du Groupe Havas.Trois ans plus tard il participe au lancement de l'agence BDDP (aujourd'hui TBWA) en tant que chef de groupe, il y restera 2 ans. 
Directeur de clientèle chez Saatchi & Saatchi de 1985 à 1987, il intègre alors Young & Rubicam ou il devient DGA de l’agence de Paris en 1991. 
Durant cette période, sous le pseudonyme de Renaud Turner, afin de séparer le publicitaire du journalisme, il rédige la page medias du magazine Globe de Georges Marc Benanmou. Appelé en 1993, à la direction du développement de Saatchi & Saatchi Paris, Philippe Lentschener prend, en 1995 le poste de Directeur Général puis, celui de Président Directeur Général. En 2004, il est promu vice chairman Europe Moyen- Orient Afrique et membre du Worldwide Executive Board, premier français à occuper cette fonction il demeure à ce jour le seul. 
En 2006, Saatchi & Saatchi nommée agence de l’année, il devient président du réseau Publicis en France (le Groupe Publicis ayant racheté Saatchi & Saatchi en Juin 2000) et membre du Comex de Publicis Worldwide, qu’il quitte en avril 2009 . Publicis France sera nommé groupe de l’année pour son exercice 2008 . Il crée ensuite un cabinet de conseil en avril 2009 : Valioo. En octobre 2011, Philippe Lentschener est nommé CEO de McCann Worldgroup France. En janvier 2013 Philippe Lentschener s’est vu confier la présidence de la mission gouvernementale « Marque France » En janvier 2016 il renomme Valioo sous Beauworld Advisory et entre au comité consultatif de la start up Multivote, puis en mai 2017 il fonde Reputation Age avec Pierre Vallet et Charles Henri d’Auvigny. Il est un des très rares experts en image de marque nationale ou Nation Branding ; il conseille de nombreuses collectivités territoriales. Reputation Age a été nommé Agence de Stratégie de Communication de l'année au Grand Prix des Agences de l'année deux fois de suite en Décembre 2020 et 2021. En 2021 Philippe Lentschener intègre le Comité Renaissance du MEDEF chargé de défricher les chemins d'une économie post- covid. En 2023 il popularise avec Reputation Age, le concept de Souveraineté Stratégique

## Communication politique
Philippe Lentschener est spécialiste de communication politique à ses heures. Il conseille plusieurs personnalités, lors d’élections en France ou à l'étranger, nationales ou locales, campagnes législatives, présidentielles, il est intervenu dans le cadre de plusieurs primaires. 
Il a conseillé des ministres d’état et des Présidents sur plusieurs continents. Lentschener est intervenu et intervient également en tant que conseiller stratégique auprès de plusieurs personnalités telles que Laurent Fabius, Arnaud Montebourg, Hervé Morin , François Bayrou entre autres.

## Interventions
Philippe Lentschener intervient en tant qu’expert sur les chaines d'information, CNews, BFM, LCP Public Sénat et en tant qu’intervenant  sur BFM Business dans les experts de l’éco et sur France 24 dans la semaine de l’économie. Il intervient lors de conférences françaises et internationales.